# Liste des épisodes de Yuri on Ice
Yuri on Ice (ユーリ!!! on ICE), parfois stylisé en Yuri!!! on Ice, est une série télévisée d'animation japonaise sur le patinage artistique produite par le studio MAPPA, réalisée par Sayo Yamamoto à partir d'un scénario original écrit par Mitsurō Kubo. Les musiques sont composées par Taro Umebayashi et Taku Matsushiba, tandis que Kenji Miyamoto, patineur plusieurs fois champion du Japon, est chargé de la chorégraphie et de certains bruitages, ses propres entraînements ayant été enregistrés et intégrés à l'anime.

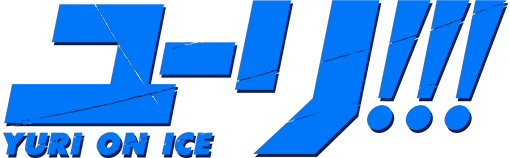
Logo de l'anime Yuri on Ice.

Diffusée pour la première fois au Japon le 5 octobre 2016, la série termine sa diffusion le 22 décembre 2016, pour un total de douze épisodes.
L'histoire tourne autour du personnage de Yuri Katsuki, un patineur artistique japonais de 23 ans talentueux mais facilement sujet à l'anxiété, qui vient d'échouer un championnat et doute de sa carrière. Alors qu'il se retire dans son village natal dans le Japon rural, Victor Nikiforov, lui aussi patineur de renommée mondiale et idole de Yuri, lui rend visite, pour devenir son entraîneur sportif. À son insu, il est suivi par Yuri Plisetsky, l'étoile montante du patinage russe, à qui Victor avait déjà promis d'être son coach. Le récit raconte alors leurs parcours au cours de la saison à venir des championnats de patinage artistique, et explore les relations inter-individuelles entre tous ces patineurs.

## Diffusion
Après avoir été annoncé en mars 2016, la diffusion de Yuri!!! on Ice débute au Japon sur TV Asahi le 6 octobre 2016. La diffusion internationale est assurée par le service de simulcast Crunchyroll, qui annonce avoir ajouté Yuri!!! on Ice à son catalogue début octobre 2016. Une diffusion alternative est lancée le 24 octobre 2016 par la chaîne spécialisée Funimation, avec un doublage anglais. Le douzième et dernier épisode est diffusé le 22 décembre 2016, avec un message laissant sous entendre le retour des personnages dans un futur projet.

## Liste des épisodes
| No | Titre français                                                           | Titre japonais                                                    | Titre japonais                                                      | Date de 1re diffusion |
| No | Titre français                                                           | Kanji                                                             | Rōmaji                                                              | Date de 1re diffusion |
| --- | ------------------------------------------------------------------------ | ----------------------------------------------------------------- | ------------------------------------------------------------------- | --------------------- |
| 1 | Tout ça pour un pirojki ! Le Grand Prix des larmes                       | なんのピロシキ!! 涙のグランプリファイナル                         | Nan no Piroshiki!! Namida no Guranpuri Fainaru                      | 6 octobre 2016        |
| Yuri Katsuki, jeune patineur japonais, termine à la dernière place lors de sa première participation à la finale du Grand Prix. Fortement abattu par une série de défaites, il décide officieusement de prendre sa retraite. Fraîchement diplômé, il rentre dans l'établissement des sources chaudes tenu par sa famille à Hasetsu, dans la préfecture de Kyushu, alors qu'il n'est pas rentré en cinq ans. Au même moment, Victor Nikiforov, idole de Yuri, remporte son cinquième championnat du monde. Désirant retrouver l'étincelle du patinage artistique, Yuri reproduit dans la patinoire municipale d'Hasetsu la performance de Victor à la perfection. Filmé à son insu par les filles de son amie d'enfance Yuko Nishigori, la vidéo devient virale et attire l'attention de Victor, qui voyage jusqu'à Hasetsu pour annoncer à Yuri qu'il désire devenir son entraîneur et l'aider à gagner le prochain Grand Prix,. |                                                                          |                                                                   |                                                                     |                       |
| 2 | Deux Yuri ? Panique au Yutopia                                           | ２人のユーリ！？ ゆ～とぴあの乱                                   | Futari no Yūri!? Yūtopia no Ran                                     | 13 octobre 2016       |
| Le départ abrupt de Victor par le Japon agace son coach Yakov, qui désapprouve que son protégé ne participe pas à la saison en cours. Pendant ce temps, Victor vit chez Yuri et l'entraîne pour sa remise en forme. À la suite d'une publication sur son compte Instagram, il révèle sa position au grand public. Yuri Plisetsky, jeune patineur russe de 15 ans, fait lui aussi route vers le Japon, pour rappeler à Victor la promesse que ce dernier lui a fait, à savoir qu'il l'entraînerai pour son entrée dans le circuit senior. Victor ne pouvant coacher qu'un seul patineur, il décide d'organiser un concours à Hastsu entre les deux Yuri, le gagnant devenant ainsi son élève pour la saison actuelle ,. |                                                                          |                                                                   |                                                                     |                       |
| 3 | Si Éros est pour moi, Éros est-il moi ? Onsen on Ice !                   | 僕がエロスでエロスが僕で！？ 対決！温泉on ice                     | Boku ga Erosu de Erosu ga Boku de!? Taiketsu! Onsen on Ice          | 20 octobre 2016       |
| Victor assigne à ses deux protégés deux thèmes contradictoires, à l'opposé de ce dont ces derniers ont l'habitude de performer. Yuri P. reçoit ainsi une composition sur le thème de l'amour pur et inconditionnel, l'agapé, tandis que Yuri K. doit performer sur un morceau évoquant l'éros, l'amour charnel et sexuel. Après des difficultés initiales des deux Yuri à s'approprier leurs thèmes respectifs, Yuri P. s'inspire de l'amour qu'il porte à son grand-père pour mieux transmettre l'émotion recherchée, tandis que Yuri K. s'inspire de son plat préféré, le katsudon. Il décide également d'adopter une routine de patinage plus féminine, estimant qu'il sera plus capable de transmettre l'émotion voulue que s'il s'obstinait à se cantonner à un rôle masculin. Le jour de l'évènement, Yuri P. est bouleversé à la suite d'un évènement externe et ne patine pas au maximum de ses capacités. Ainsi, Yuri K, malgré des difficultés sur le saut final, remporte cette rencontre amicale et devient l'élève de Victor. Yuri P. retourne au Japon et promet à Yuri K. que ça sera lui qui gagnera le Grand Prix,. |                                                                          |                                                                   |                                                                     |                       |
| 4 | Apprendre à s'aimer... Programme libre terminé !                         | 自分を好きになって…完成!!フリープログラム                         | Jibun o Suki ni Natte...Kansei!! Furī Puroguramu                    | 27 octobre 2016       |
| Rendu humble par sa défaite au Japon, Yuri P. s'entraîne en Russie avec Yakov, l'ancien entraîneur de Victor, ainsi qu'avec Lilia Baranovskaya, ancienne danseuse étoile, pour apprendre le ballet et ainsi chorégraphier son programme libre. Au Japon, Victor charge Yuri K. de trouver son propre programme libre, mais ce dernier, peu sûr de lui, n'arrive pas à se décider. Victor arrive à réconforter Yuri K., et ce dernier s'ouvre un peu plus à lui. Yuri K. se rend ensuite compte qu'il doit passer par les qualifications japonaises pour le Grand Prix, à la suite de son échec aux championnats nationaux. Il se décide enfin pour son morceau de programme libre, un morceau composé par son ami patineur Phichit Chulanont lors de leurs années universitaires et qu'il intitule Yuri on Ice,. |                                                                          |                                                                   |                                                                     |                       |
| 5 | Tout rouge ! Premiers championnats ! Le Championnat des Régions du Sud ! | 顔まっ赤！！初戦だョ！中四国九州選手権大会                        | Kao Makka!! Shosen da yo! Chū Shikoku Kyūshū Senshuken Taikai       | 3 novembre 2016       |
| Yuri K. débute son premier championnat de la saison, celui des régions du Sud du Japon. Bien qu'il ne réussisse pas tout ses sauts, Yuri K. réussit à obtenir un bon score. Victor se plaint de l'approximation des sauts de Yuri et lui ordonne de baisser la difficulté, pour être techniquement irréprochable. Yuri K. se montre également distant envers ses autres compétiteurs, notamment Kenjirō Minami, qui l'a vaincu lors du championnat de l'année passée. Réprimandé par Victor, il se rend compte de ses erreurs et encourage Minami lors de son passage. Lors de son tour, il désobéit à Victor et change l'ordre de ses sauts, surprenant agréablement ce dernier. Malgré ses quelques erreurs, Yuri K. se qualifie pour le Grand Prix et dévoile le thème de son programme, les différentes formes d'amour, inspiré de ses sentiments pour Victor,. |                                                                          |                                                                   |                                                                     |                       |
| 6 | Ouverture du Grand Prix ! C'est parti pour la Coupe de Chine !           | グランプリシリーズ開幕！やっチャイナ中国大会！ ショートプログラム | Guranpurishirīzu Kaimaku! Yatchaina Chūgoku Taikai!                 | 10 novembre 2016      |
| Lors de sa première coupe, Yuri P. se place en seconde position du Skate Canada. Yuri K. prend quant à lui part à la Coupe de Chine, retrouvant d'anciens compétiteurs. Le Suisse Christophe Giacometti, lui fait notamment une réflexion sur le fait que Yuri K. devrait prendre sa retraite, pour laisser Victor revenir à la compétition. Souhaitant ardemment montrer au monde et à ses compétiteurs qu'il est digne de l'attention et de l'amour de Victor, Yuri réalise son programme court à la perfection et se place à la première place du classement après le programme court,. |                                                                          |                                                                   |                                                                     |                       |
| 7 | Ouverture du Grand Prix ! Coupe de Chine, programme libre !              | グランプリシリーズ開幕！やっチャイナ中国大会！フリープログラム    | Guranpurishirīzu Kaimaku! Yatchaina Chūgoku Taikai! Furī Puroguramu | 17 novembre 2016      |
| Succombant à la pression d'être à la hauteur des attentes du public, Yuri K. fait une crise d'anxiété. Victor, tentant de réconforter Yuri K. mais ne sachant comment s'y prendre, empire la situation, et fait pleurer Yuri, qui avoue à Victor qu'il est nerveux à l'idée que ses erreurs se répercutent sur la réputation de Victor. Durant la compétition, il surprend la foule en incorporant le saut signature de Victor à sa performance. Ému par ce geste, Victor embrasse Yuri devant les caméras, même s'il finit à la deuxième place du classement général. Phichit Chulanont, l'ami de Yuri K. et auteur du morceau Yuri on Ice, remporte la compétition,. |                                                                          |                                                                   |                                                                     |                       |
| 8 | Yuri contre Yuri ! Programme court de la terrible Coupe de Russie !      | 勇利VSユーリ！おそロシア！！ロシア大会 ショートプログラム         | Yūri VS Yūri! Oso Roshia!! Roshia taikai shōto puroguramu           | 24 novembre 2016      |
| Yuri K. et Yuri P. se retrouvent ensuite lors de la Coupe de Russie, qui déterminera quels seront les derniers patineurs à accéder au Grand Prix. Yuri K. patine à la perfection son programme court, tandis que Yuri P. est toujours perturbé par la décision de Victor, ainsi que par l'absence de son grand-père. Après le programme court, Yuri K. reçoit un appel de sa soeur, qui lui apprend que le caniche de Victor, Makkachin, resté au Japon, est en train de s'étouffer avec des os de poulets. Se rappelant la détresse qu'il a ressentie lors de la mort de son propre caniche, Yuri K. implore Victor de rentrer au Japon pour être aux côtés de son chien. Victor, déchiré, demande alors à Yakov, son ancien coach et actuel entraîneur de Yuri P., de superviser Yuri K. pour la dernière partie de la coupe de Russie,. |                                                                          |                                                                   |                                                                     |                       |
| 9 | Yuri contre Yuri ! Programme libre de la terrible Coupe de Russie !      | 勇利vsユーリ！おそロシア！！ロシア大会 フリースケーティング       | Yūri vs Yūri! Oso Roshia!! Roshia Taikai Furī Sukētingu             | 1er décembre 2016     |
| Yakov accepte de s'occuper de Yuri K., et Victor retourne au Japon. Yuri P. reçoit des pirojkis fourrés au porc de la part de son grand-père, après que Yuri P. ait vanté les katsudons japonais. Galvanisé par l'amour que lui porte son grand-père, Yuri P. augmente la difficulté de son dernier saut, le réussit, et se qualifie ainsi pour la finale du Grand Prix. Néanmoins, sans Victor, Yuri K. panique, mais marque suffisamment de points pour se qualifier pour la finale. Il est néanmoins réconforté par Yuri P., qui met de côté sa rancœur et s'ouvre à Yuri K. Les deux Yuri savourent des pirojkis, en se remémorant leur temps passé ensemble à Hasetsu. De retour au Japon et après d'émouvantes retrouvailles avec Victor, Yuri K. et ce dernier se font mutuellement la promesse de ne jamais arrêter le patinage,. |                                                                          |                                                                   |                                                                     |                       |
| 10 | Donne tout ce que t'as ! Épisode spécial avant la finale !               | 超超兆がんばらんば！！グランプリファイナル直前スペシャル          | Chō Ganbaranba!! Guranpurifainaru Chokuzen Supesharu                | 8 décembre 2016       |
| Alors que tous les patineurs encore en compétition se dirigent vers Barcelone où se déroule la finale du Grand Prix. Yuri K. achète deux anneaux, un pour lui et un pour Victor, en promettant d'épouser ce dernier s'il remporte le Grand Prix. Lors d'un dernier dîner avant la finale, les patineurs se remémorent la dernière finale du Grand Prix, où Yuri K., ivre avait déjà demandé à Victor de devenir son coach, ce qui a suscité une certaine curiosité de ce dernier envers Yuri K. De son côté, Yuri P. se lie d'amitié avec Otabek Altin, patineur kazakh, lui aussi finaliste du Grand Prix,. |                                                                          |                                                                   |                                                                     |                       |
| 11 | Donne tout ce que t'as ! PC de la finale du Grand Prix !                 | 超超がんばらんば！！グランプリファイナルSP                        | Chō Chō Ganbaranba!! Guranpurifainaru SP                            | 15 décembre 2016      |
| Le programme court de la finale du Grand Prix commence. Yuri K. obtient un bon score et réussit à atterrir correctement après son saut quadruple, tandis que Yuri P. arrive à l'apogée de sa maîtrise de l'agapé, et bat le record du monde de Victor à l'issue du programme court. Si les autres participants, Christophe Giacometti, Otabek Altin et Phichit Chulanont produise tous de bonnes performances, Jean-Jacques Leroy, canadien étant arrivé en tête de la coupe de Russie, succombe à la pression, et livre une performance décevante, malgré le soutien de ses admirateurs. Yuri P. finit en tête, et Yuri K. à la quatrième position. Yuri K. observe que le patinage manque à Victor, et décide pour que ce dernier puisse retourner sur la scène compétitive de prendre sa retraite après ce grand prix,. Commentaires Cet épisode a pour invite le patineur japonais Nobunari Oda, qui se double lui même et commente le programme court dans la diégèse de l'épisode. |                                                                          |                                                                   |                                                                     |                       |
| 12 | Donne vraiment tout ! Le PL de la finale !                               | 超超超がんばらんば!!! グランプリファイナルFS                      | Chō chō chō ganbaranba!!! Guranpurifainaru FS                       | 22 décembre 2016      |
| La veille du programme libre, Yuri K. annonce à Victor sa décision d'arrêter sa carrière de patineur, pour que Victor puisse retourner à la compétition, faisant pleurer Victora 9. Le jour de la finale, Yuri K. change le programme de sa performance pour ajouter un saut plus difficile, et bat le record du monde de programme libre, qui était lui aussi détenu par Victor. Ému de voir que ses deux élèves ont battu ses records, Victor décide de retourner à la compétition. Yuri P. remporte l'or, et Yuri K. l'argent. N'ayant pas gagné, ce dernier demande à Victor d'être simultanément son coach et un compétiteur, et il déménage à Saint-Pétersbourg pour vivre et d'entraîner aux côtés de Victor,. Commentaires Cet épisode a pour invite le patineur japonais Stéphane Lambiel, qui se double lui même et agit en tant que présentateur du Grand Prix dans la diégèse de l'épisode. |                                                                          |                                                                   |                                                                     |                       |

## Génériques
Le générique d'ouverture, History Maker, est composé par Dean Fujioka, tandis que le générique de fin, You Only Live Once, est composé par Wataru Hatano.

## Distribution en support physique
Une première sortie DVD et Blu-ray est prévue pour le 30 décembre 2016, sur un total de six. Le dernier set de DVD sort le 26 mai 2017. Une deuxième sortie DVD et Blu-ray sort le 24 septembre 2018 sous la forme d'un coffret regroupant l'intégralité des épisodes de la série, ainsi que plusieurs bonus, dont l'original animation video Welcome to the Madness, mettant en scène Yuri Plisetsky dans son gala de victoire, des commentaires audios et des versions exclusives des deux génériques.
| No | Titre français                             | Titre japonais | Titre japonais | Date de 1re diffusion |
| No | Titre français                             | Kanji          | Rōmaji         | Date de 1re diffusion |
| --- | ------------------------------------------ | -------------- | -------------- | --------------------- |
| 12.5 | Yuri on Ice Bonus : Welcome to the Madness |                |                | 16 mai 2017           |
| Cet OAV est sorti avec l'édition limitée du coffret Blu-ray et DVD. Il montre la performance de Yuri P. et d'Otabek lors du gala de clôture du Grand Prix. |                                            |                |                |                       |